# Тупицин, Андрей Иванович
Андрей Иванович Тупицын (1918—1969) — командир разведывательного взвода 41-й отдельной гвардейской разведывательной роты 39-й гвардейской стрелковой дивизии (8-я гвардейская армия, 3-й Украинский фронт), гвардии лейтенант, Герой Советского Союза (1944).

## Биография
Андрей Иванович Тупицын родился 13 июля 1918 года в селе Кладбище (ныне — с. Междуречье в Алатырском районе, Чувашия) в семье крестьянина. Русский. Окончил 7 классов, работал в колхозе. Отслужил срочную службу в РККА с 1938 по 1941 год.
После начала Великой Отечественной войны в действующую армию был призван в августе 1942 года. Командир взвода 41-й отдельной гвардейской разведывательной роты 39-й гвардейской стрелковой дивизии (8-я гвардейская армия, 1-й Белорусский фронт).
Гвардии лейтенант А. И. Тупицын во главе группы разведки 23 ноября 1943 года форсировал Днепр в районе села Старые Кайдаки (Днепропетровский район Днепропетровской области), высадившись на правый берег Днепра, преодолел проволочные заграждения и ворвался в окопы противника. Группа захватила село и в течение суток отражала многочисленные атаки фашистов.
Звание Героя Советского Союза присвоено 19 марта 1944 года (медаль № 2032).
Впоследствии был командиром 346-й отдельной разведывательной роты 253-й стрелковой дивизии. В этой должности за проведение в январе 1945 года успешных боевых операций в тылу противника А. И. Тупицин был награждён орденом Красного Знамени.
С 1946 года гвардии старший лейтенант А. И. Тупицын в отставке. Член КПСС с 1948 года. Жил и работал в городе Алатырь Чувашской АССР.
Умер 23 августа 1969 года. Похоронен в городе Алатырь.

## Награды и звания
- Звание Герой Советского Союза (Указ Президиума Верховного Совета СССР от 19 марта 1944 года):
  - орден Ленина,
  - медаль «Золотая Звезда» № 2032;
- орден Красного Знамени[2];
- медаль «За оборону Сталинграда» (Указ Президиума Верховного Совета СССР от 22 декабря 1942 года);
- медаль «За победу над Германией в Великой Отечественной войне 1941—1945 гг.» (Указ Президиума Верховного Совета СССР от 9 мая 1945 года);
- другие медали СССР.

## Память
Именем Героя Советского Союза гвардии лейтенанта А. И. Тупицына названа улица в с. Междуречье Алатырского района Чувашии.